# Jean-Paul Laurens
Jean-Paul Laurens (ur. 1838 w Fourquevaux, zm. 1921 w Paryżu) – francuski malarz i rzeźbiarz akademicki, profesor École des Beaux-Art. Malował obrazy o tematyce historycznej i portrety. Jego uczniami byli André Dunoyer de Segonzac (1884 – 1974), Maurice Brazil Prendergast (1858 – 1924) i George Barbier (1882 – 1932). Jego polskim uczniem był marynista Teodor Schwanebach.